# 21468 Saylor
21468 Saylor (1998 HD97) là một tiểu hành tinh vành đai chính được phát hiện ngày 21 tháng 4 năm 1998 bởi Nhóm nghiên cứu tiểu hành tinh gần Trái Đất phòng thí nghiệm Lincoln ở Socorro. It is 0.8 km wide và 1 km long. 